# Mediterraneibacter
Mediterraneibacter es un género de bacterias grampositivas de la familia Lachnospiraceae. Fue descrito en el año 2019. Su etimología hace referencia al Mar Mediterráneo. Es inmóvil y anaerobia estricta. Todas las especies se han aislado de heces humanas. 

## Especies
Actualmente este género está formado por 5 especies:
- Mediterraneibacter butyricigenes
- Mediterraneibacter faecis
- Mediterraneibacter glycyrrhizinilyticus
- Mediterraneibacter hominis
- Mediterraneibacter massiliensis